# Гогмачадзе, Гулади Джемалович
Гулади Джемалович Гогмачадзе — российский и грузинский учёный в области агрономии, биологии и  экологии, доктор с.-х. наук, профессор кафедры агроинформатики МГУ им. М. В. Ломоносова, Почетный работник АПК России, генеральный директор «ВНИИ Агроэкоинформ»; меценат.
Гогмачадзе Гулади Джемалович родился 16 июня 1962 г. в селе Гвара Кобулетского района Грузии. В 1987 г. с отличием окончил Грузинский сельскохозяйственный институт.В 1991 г. окончил аспирантуру Грузинского научно-исследовательского института земледелия имени Ю. Н. Ломоури. В Грузинском государственном аграрном университете в 1991  успешно защитил кандидатскую диссертацию, а в 1997 г. докторскую  диссертацию на соискание ученой степени доктора сельскохозяйственных наук.
В 2005 г. присвоено звание профессора по специальности.
В 1993 г. с отличием окончил полный курс Российско-Американского международного учебного центра «Интерколледж» по специальности менеджер-брокер.
С 2002 г. - Генеральный директор ФГУП «ВНИИ Агроэкоинформ».
С 2004 года по совместительству работает на кафедре агроинформатики факультета почвоведения МГУ им. Ломоносова.
Главный редактор рецензируемого электронного научно-производственного журнала «АгроЭкоИнфо», входящего в Перечень ВАК.
Председатель диссертационного совета по защите докторских и кандидатских диссертаций по специальности «Экология (биология)» (биологические науки).
С 2001 г. – академик Международной Академии информатизации.
В 2007 году в числе выдающихся ученых и руководителей вошел в Энциклопедию «Выдающиеся деятели России».
Награжден Почетной Грамотой Министерства сельского хозяйства Российской Федерации.
За заслуги в агропромышленном производстве, активную общественную работу и многолетний плодотворный труд удостоен звания «ПОЧЕТНЫЙ РАБОТНИК АГРОПРОМЫШЛЕННОГО КОМПЛЕКСА РОССИИ».
На Оксфордском саммите лидеров (Оксфорд, Великобритания), состоявшемся в декабре 2011 года, за большой вклад в развитие мировой науки Гогмачадзе Г.Д. награжден Международной Сократовской премией в области научных исследований «The Name in Sience» – «Имя в науке» и занесен во всемирный реестр выдающихся ученых 21 столетия.
21 марта 2012 года в Королевском институте директоров в Лондоне на "Socrates Award Ceremony" ("Сократовской церемонии награждения") Гулади Джемаловичу были вручены международные награды, присужденные международным Сократовским комитетом Европейской бизнес-ассамблеи: возглавляемый им институт ФГУП "ВНИИ Агроэкоинформ" удостоился международной награды "Best Enterprises" ("Лучшие предприятия") - за динамику роста компании в своей отрасли, а генеральному директору института Г.Д.Гогмачадзе было присвоено звание "Manager of the year" ("Менеджер года").
12 апреля 2013 года на торжественном приеме в Королевском институте директоров в Лондоне, организованном международным Сократовским комитетом Европейской бизнес-ассамблеи, генеральный директор ФГУП «ВНИИ Агроэкоинформ» Г.Д.Гогмачадзе был избран в Клуб ректоров Европы.
Профессор Гогмачадзе Г.Д. включен в Большую Грузинскую Энциклопедию, издаваемую Национальной академией наук Грузии (серия "Доктора наук Грузии", стр. 270).
Автор более 210 научных трудов, 7 монографий и 2 учебно-методических пособий: «Возделывание кукурузы в Аджарии», «Агроэкологический мониторинг почв и земельных ресурсов Российской Федерации», издательство Московского университета, 597 стр.,первый в стране систематический фундаментальный труд по проблеме агроэкологического мониторинга, «Деградация почв: причины, следствия, пути снижения и ликвидации», издательство Московского университета, 270 стр. (последние 2 допущены МГУ им. М.В.Ломоносова как учебные пособия для студентов, обучающихся по специальности «Почвоведение»), «Агроэкологическая оценка земель и оптимизация землепользования», издательство Московского университета, 267 стр., подготовлена при поддержке грантов правительства Российской Федерации №11.6-34.31.0079 и РФФИ №11-04-01376, «Оценка плодородия почв», «Экология растительных ресурсов Рязанской области», «Пахотные почвы Нижегородской области», «П.А.Костычев - основоположник почвоведения и выдающийся агрохимик (1845-1895)» и «П.А.Костычев - основоположник научных основ агрономии (1845-1895)».
Гогмачадзе Г. Д. известен в научном мире, как в России, так и за рубежом. На его труды ссылаются в диссертациях, учебниках и учебных пособиях, монографиях в России, США, Китае, Казахстане, Пакистане, Болгарии, Австрии, Франции, Великобритании, Молдавии, Украине, Грузии, а монография "Возделывание кукурузы в Аджарии" находится в Национальной сельскохозяйственной  библиотеке США, монографии "Агроэкологический мониторинг почв и земельных ресурсов Российской Федерации", "Деградация почв: причины, следствия, пути снижения и ликвидации" и  "Агроэкологическая оценка земель и оптимизация землепользования" находятся в библиотеках Президента и Конгресса США, в Гарвардском университете, а также  в ведущих учебных заведениях мира. Профессор Гогмачадзе Г.Д. получил благодарность за монографии от руководства Оксфордского и Кембриджского университетов.
Научные труды Гогмачадзе Г.Д. имеют большое научное и народнохозяйственное значение, некоторые из них являются фундаментальными исследованиями, а их результаты используются в учебном процессе  и при разработке агроэкологических систем ведения сельскохозяйственного производства для различных почвенно-климатических зон Российской Федерации.
В 2019 году благотворительный фонд "Божья благодать" имени Гулади  Гогмачадзе построил и открыл, в Кобулетском муниципалитете, в селе Гвара, Храм Святого Гиоргия.
Указом Президента Российской Федерации от 20.12.2024г. за большой вклад в развитие науки и производства, за достигнутые трудовые успехи и многолетнюю добросовестную работу Гогмачадзе Г.Д. награжден медалью ордена "ЗА ЗАСЛУГИ ПЕРЕД ОТЕЧЕСТВОМ" II степени.
Гогмачадзе Г.Д. женат, имеет 4-х детей.